# كولب (السودان)
كولب هي قرية على النيل في شمال السودان. كانت مأهولة بالسكان منذ زمن مملكة المقرة المسيحية. حتى القرن الخامس عشر، كانت في منطقة نائية، وكانت بمثابة ملاذ للمسيحيين في النوبة. تعتبر كنيسة كولوبنارتي ذات القبة، 21-أس-1، المثال الوحيد المعروف لمبنى مخطط المركز المسيحي في النوبة السفلى.

## جغرافية
تقع كولب على بعد 130 كيلومترًا (81 ميلًا) جنوب وادي حلفا. تقع شمال شلالات النيل مباشرة، والتي تقع بين الشلال الثاني والثالث. هناك منطقتان، واحدة على اليسار (الغرب) وأخرى على الضفة اليمنى (الشرقية) لنهر النيل، تسمى كولب الغربية وشرق كولب وفقًا لذلك. بينهما تقع جزيرة كولوبنارتي التي يبلغ طولها كيلومتر واحد (0.62 ميل). تقع كولب في منطقة بطن الحجر الصخرية، وتتميز بأنها منطقة صخرية وعرة وجرداء.

## تاريخ
في العصور المصرية القديمة، كانت كولب أقصى نقطة في الجنوب لعمال مناجم المعادن الذين يبحثون عن خام النحاس والذهب للفراعنة. خلال الأسرتين الرابعة والخامسة في مصر، استخرج المصريون القدماء كميات كبيرة من النحاس من شمال وادي العلاقي، تاركين نقوشًا صخرية تحمل اسم كولب من قبل اثنين من المسؤولين، "مشرف جهاز الكشف عن المعادن" (أل أم واي-أر أس أم أن تي واي دبليو) و "كاتب جهاز الكشف عن المعادن" (أس أس أس أم أن تي واي دبليو). يبدو أنهم كانوا مسؤولين عن جمع الذهب، حيث تشير عناوينهم إلى أن البحث عن المواد الخام في النوبة كان منظمًا كمشروع حكومي. من العصر الروماني، فصلت جبال باتن الحجر المنطقة ثقافيًا عن النوبة العليا المتأثرة بالمصر. كولوبنارتي مأهولة بالسكان منذ حوالي 1100 م. تم استخدامه حتى نهاية مملكة المقرة المسيحية كملاذ للمسيحيين في النوبة. ربما كان هناك حصن على الجزيرة قبل ذلك الوقت.

## التنقيب
تم عمل الرسومات التخطيطية الأولى للكنيسة ذات القبة في بداية القرن العشرين بواسطة عالم المصريات الإنجليزي سومرز كلارك، الذي نشر النتائج التي توصل إليها في عام 1912 في الآثار المسيحية في وادي النيل. تم حفر الكنيسة ذات القبة في أوائل عام 1968 تحت إشراف جيمس كنودستاد. في مارس 1964، تم فحص ومسح الجزيرة من قبل فريدريك فيلهلم ديشمان، إريك دينكلر، بيتر جروسمان، وأعضاء آخرين في المعهد الألماني للآثار بالقاهرة. في عامي 1969 و 1979،
قاد ويليام آدامز يودال فريق جامعة كنتاكي في أعمال تنقيب واسعة النطاق في الجزيرة وعلى البر الرئيسي المجاور. في يناير - فبراير 1967، قام دنكلر وغروسمان بالتنقيب في المنطقة الجنوبية من باتن الحجر. تبع ذلك في عامي 1968 و 1969 بحملتين للتنقيب في كولب وعلى جزيرتين شماليتين سنارتي وتورموكي. خلال هذه الحفريات تم تحديد الجدار المحيط بقلعة كولب وبعض بقايا المباني. أظهرت الحفريات في مجال البحث أدلة على ثقافة ما قبل التاريخ من المجموعة الأولى إلى العصر الإسلامي.